# Portasowo
Portasowo (ros. Портасово) – wieś (ros. деревня, trb. dieriewnia) w zachodniej Rosji, w osiedlu wiejskim Lubawiczskoje rejonu rudniańskiego w obwodzie smoleńskim.

## Geografia
Miejscowość położona jest nad Bierieziną, 5,5 km od granicy z Białorusią, 11 km od najbliższego przystanku kolejowego (462 km), 19 km od drogi magistralnej M1 «Białoruś», 2,5 km od drogi regionalnej 66N-1617 (66N-1608 / Lubawiczi – Czuszai), 14,5 km od drogi federalnej R120 (Orzeł – Briańsk – Smoleńsk – granica z Białorusią), 4,5 km od centrum administracyjnego osiedla wiejskiego (Lubawiczi), 15 km od centrum administracyjnego rejonu (Rudnia), 74 km od Smoleńska.

## Demografia
W 2010 r. miejscowość zamieszkiwała 1 osoba.

## Historia
W czasie II wojny światowej od lipca 1941 roku wieś była okupowana przez hitlerowców. Wyzwolenie nastąpiło w październiku 1943 roku.